# Lodrino (Włochy)
Lodrino – miejscowość i gmina we Włoszech, w regionie Lombardia, w prowincji Brescia.
Według danych na rok 2004 gminę zamieszkiwały 1704 osoby, 106,5 os./km².